# Burrell's Red Myrobolan
Burrell's Red Myrobalan es una variedad cultivar de ciruelo (Prunus cerasifera), de las denominadas ciruelas europeas.
Una variedad de ciruela de la cual no se sabe nada del origen de esta ciruela, salvo que es inglesa. Descrito por primera vez en Inglaterra en 1875.
Las frutas de un tamaño pequeño a mediano, color de la piel rojo carmín con puntos pequeños muy numerosos algo más claros que el resto de la piel, y su pulpa de color amarilla, textura suave, jugosa, y sabor un poco dulce e insípida.

## Historia
'Burrell's Red Myrobalan' variedad de ciruela registrada por primera vez en 1875 se encontró creciendo en un jardín en Littlebury, cerca de Saffron Walden en Essex. Vendido por primera vez por el vivero "Burrell's Nursery" de Bury St. Edmunds, Suffolk. Unos ejemplares fueron enviados al Royal Horticultural Society‘s Garden, Wisley por R J Burrell en 1924.
'Burrell's Red Myrobalan' está cultivada en la National Fruit Collection (Colección Nacional de Fruta) de Reino Unido, con el número de accesión: 1954 - 094 y nombre de accesión : Burrell's Red Myrobalan. Recibido por "The National Fruit Trials" (Probatorio Nacional de Frutas) en 1954.

## Características
'Burrell's Red Myrobalan' árbol de porte alto y vigoroso con una copa densa que produce abundante cosecha. Tiene un tiempo de floración que comienza a partir del 26 de marzo con el 10% de floración, para el 4 de abril tiene una floración completa (80%), y para el 14 de abril tiene un 90% de caída de pétalos.
'Burrell's Red Myrobalan' tiene una talla de tamaño pequeño a mediano, de forma redondeada, o ligeramente ovalada, siendo la sutura muy fina, con peso promedio de 15.00 g, más pequeño que el Myrabolan silvestre;epidermis tiene una piel gruesa y agria, que se separa fácilmente de la pulpa, siendo el color de la piel rojo carmín, con numerosas lenticelas pequeñas de un color ligeramente más claro; Pedúnculo de longitud medio, y anchura mediana (promedio 13.65 mm), engrosado en su parte alta, muy adherente a la carne, situado en cavidad peduncular bastante profunda; pulpa de color amarilla, textura suave, jugosa, y sabor un poco dulce e insípida.
Hueso muy adherido, grande, elíptico redondeado, surcos discontinuos, polo pistilar muy amplio, superficie escabrosa con frecuentes orificios junto al borde dorsal.
Su tiempo de recogida de cosecha se inicia en su maduración de finales de julio a principios de agosto.

## Cultivo
Utilizada como ciruela de postre, pero mejor como ciruela de cocina. La floración es medianamente temprana y autofértil.